# Chasmoptera superba
Chasmoptera superba là một loài côn trùng trong họ Nemopteridae thuộc bộ Neuroptera. Loài này được Tillyard miêu tả năm 1925.